# Molí proper al Mas Trems
El Molí proper al Mas Trems és una obra del municipi de Viver i Serrateix (Berguedà) inclosa en l'Inventari del Patrimoni Arquitectònic de Catalunya. És un molí d'època similar a la del Molinet de Navel, tot i que fou abandonat molt abans.

## Descripció
És un molí fariner més petit que el Molinet de Navel, tot i que són construccions del mateix tipus que devien fer-se en una mateixa època. Actualment només resta visible la sala de les moles que té una longitud de 4,86 m i una amplada de 3,45 m. La volta ogival que la cobreix és formada per carreus ben escairats. Aquest molí fou abandonat molt abans que el Molinet de Navel.